# Mensur Mujdža
Mensur Mujdža (* 28. März 1984 in Zagreb, SFR Jugoslawien) ist ein ehemaliger bosnisch-herzegowinischer Fußballspieler, der bis Juni 2017 beim deutschen Zweitligisten 1. FC Kaiserslautern unter Vertrag stand. Er spielte als Rechtsfuß und agierte die meiste Zeit als Rechtsverteidiger. Sein Bruder Jasmin Mujdža ist ebenfalls Fußballspieler.

## Karriere

### Bis 2009
Er spielte seit seinem neunten Lebensjahr für den NK Zagreb. Mujdža spielte zwischen 2002 und 2009 135-mal für den NK Zagreb in der höchsten kroatischen Spielklasse, dort spielte er neben seiner Position als Rechtsverteidiger auch vermehrt im rechten Mittelfeld und schoss insgesamt fünf Tore.  Mujdža spielte bereits in seiner gesamten Jugendzeit für Zagreb, ehe er zu den Profis wechselte. Seine Trikotnummer war die 24. In den Jahren 2004/05 sowie 2006/07 schaffte er mit dem jeweils dritten Platz das beste Saisonergebnis mit dem Verein. Mujdža machte erste Erfahrungen auf internationaler Ebene, als  der NK Zagreb nach der Saison 2003/04, wie auch 2007/08 am damaligen UEFA Intertoto Cup teilnehmen durfte. Man schied dort allerdings in der ersten Runde aus. In der Saison 2007/08 schoss er im Duell gegen NK Inter Zapresic am 22. Juli 2007 (3:0) sein erstes Tor in der 1. HNL für NK Zagreb. Seine letzte Saison in Zagreb 2008/09 beendete er  mit dem NK Zagreb auf dem fünften Platz. In seinem letzten Spiel für Zagreb gegen den NK Zadar (3:1) schoss er zum Zwischenstand von 2:1 auch sein letztes Tor für seinen damaligen Verein. Mensur Mujdža kam in dieser Zeit einmal für die kroatische U-20-Nationalmannschaft sowie mehrfach für die U-21-Nationalmannschaft zum Einsatz, zuletzt im September 2006 in einem Spiel gegen die Ukraine.
2009 wechselte er zum deutschen Bundesligisten SC Freiburg. Mujdža, der für eine Ablösesumme von ungefähr 500.000 € nach Freiburg kam, wurde in erster Linie als Nachfolger von Daniel Schwaab gehandelt, der zu Bayer 04 Leverkusen wechselte. Seine Schnelligkeit, technische Beschlagenheit und sein robustes Auftreten auf dem Platz waren Argumente für den schnellen Transfer, auch weil er als Abwehrspieler mit einem großen Drang zur Offensive galt. Der Transfer wurde endgültig am 17. Juni 2009 bekannt. Wie bereits in Zagreb bekam er auch in Freiburg die Rückennummer 24.

### Saison 2009/10
Mensur Mujdža musste sich mit anfänglichen Schwierigkeiten auseinandersetzen. Er bekam seinen ersten kurzen Einsatz in der Fußball-Bundesliga am 3. Spieltag der Saison gegen Bayer 04 Leverkusen (0:5), als er in der 76. Minute für Jonathan Jäger eingewechselt wurde. Es folgten vier weitere kürzere Einsätze in unregelmäßigeren Abständen. Mit den Worten „Die Mannschaft spielen zu sehen und nicht mithelfen zu können, das war das Schlimmste“, beschrieb Mujdža diese anfängliche Zeit. Am 26. Spieltag gegen Rekordmeister FC Bayern München in der Allianz Arena (1:2) stand er erstmals in der Startformation des SC Freiburg, ehe er in der 75. Minute ausgewechselt wurde. Mujdža bezeichnete dieses Match anschließend als das bis dahin größte Spiel in seinem Leben. Durch dieses Spiel gelang ihm in Freiburg der endgültige Durchbruch, da er in diesem Spiel durchweg überzeugen konnte. Daraufhin war Mensur Mujdža nicht mehr aus der Startelf wegzudenken, er spielte bis zum Saisonende jedes Spiel von Anfang an und wurde kein einziges Mal ausgewechselt. In diesen Spielen erhielt er drei gelbe Karten und war stets auf der rechten Seite der Verteidigung zu finden. Mujdža bekam gegen Ende der Saison verstärkt Lob für sein geduldiges und engagiertes Arbeiten im Team, denn so sagte auch der damalige Trainer Robin Dutt: „Er hat nie gemeckert und immer Vollgas gegeben“, über die Zeit in der Mujdža nur zu kürzeren Einsätzen kam, aber dennoch im Training immer alles gegeben hat. Er entwickelte sich somit zum Stammspieler und war daraufhin fester Bestandteil der Startelf. Mujdža betonte, dass er nie den Glauben an sich selbst verloren hatte und primär die unterschiedlichen sportlichen Anforderungen infolge des Wechsels von Kroatien nach Deutschland Grund für die Anlaufschwierigkeiten waren. Mit dem SC Freiburg erreichte er in dieser Saison den 14. Platz in der Liga, nachdem der Klassenerhalt nach dem 33. Spieltag gegen den 1. FC Köln (2:2) gesichert wurde.

### Saison 2010/11
Die Saison begann für Mensur Mujdža im Duell gegen den FC St. Pauli (1:3) am 1. Spieltag. Mujdža stand in der Startelf, musste verletzungsbedingt nach der ersten Halbzeit ausgewechselt werden. Danach kam der Rechtsverteidiger bis zum 10. Spieltag immer zum Einsatz von 90 Minuten, aber am 11. Spieltag gegen den 1. FSV Mainz 05 musste er aufgrund von Knieproblemen aussetzen. Gegen die TSG 1899 Hoffenheim (1:0) am 12. Spieltag war er wieder dabei und bis zum 24. Spieltag kam er weiterhin in jedem Spiel zu einem Einsatz über die gesamte Spieldauer. Bei der 0:1–Niederlage gegen den 1. FC Köln bekam Mujdža jedoch seine fünfte Gelbe Karte der Saison und war somit für die Partie gegen Werder Bremen gesperrt. Ab dem 26. Spieltag stand er aber wieder bei jedem Spiel des SC Freiburg in der Startelf und kam in jedem Spiel zum Einsatz. Die Partie am 17. April 2011 gegen Borussia Dortmund im Westfalenstadion (0:3) war mit 80.720 Zuschauern das Spiel mit der größten Kulisse für ihn. Mujdža schloss die Saison, bei der er in 32 von 34 Partien zum Einsatz kam, mit dem SC Freiburg auf dem neunten Platz in der Fußballbundesliga ab und verpasste somit die lange möglich gewesene Qualifikation für den Europapokal, da man die Hinrunde sogar auf dem sechsten Rang beendete. Mujdža zeichnete sich insbesondere neben seiner guten Spielübersicht und Ausdauer durch seine Konstanz, Zweikampfstärke und Sicherheit im Passspiel aus. Seine Leistungen gaben einen wichtigen Beitrag zur Stabilität in der Freiburger Verteidigung und dem überdurchschnittlichen Abschneiden des Vereins in dieser Saison.
Am 12. Januar 2011 verlängerte Mensur Mujdža vorzeitig seinen Vertrag beim SC Freiburg bis 2014. Freiburgs Sportdirektor Dirk Dufner lobte ihn parallel dazu mit den Worten „Der Junge hat eine tolle Entwicklung genommen“.

### Nationalmannschaft 2010/11
Am 6. Mai 2010 gab Mensur Mujdža bekannt, dass er sich nach Gesprächen mit Safet Sušić inzwischen für die A-Nationalmannschaft Bosnien-Herzegowinas entschieden habe und für diese in Zukunft antreten werde. Da Mujdža neben der kroatischen auch die bosnische Staatsbürgerschaft besitzt, war das nun möglich. So debütierte er am 10. August 2010 beim Freundschaftsspiel gegen Katar (1:1). Ursprünglich war sein erster Einsatz für Bosnien-Herzegowina bereits für das Freundschaftsspiel am 3. Juni 2010 gegen Deutschland in Frankfurt am Main geplant. Er konnte diesen Termin jedoch nicht wahrnehmen, weil die erforderliche Freigabe durch die FIFA noch nicht ausgestellt wurde. Am 3. September 2010 feierte er beim 3:0–Sieg Bosnien-Herzegowinas im Stade Josy Barthels gegen Luxemburg seinen ersten Erfolg mit der Nationalmannschaft und bestritt gleichzeitig sein erstes offizielles Spiel. Mujdža kam fortan regelmäßig zum Einsatz im Nationaltrikot und spielte mit Bosnien-Herzegowina um die direkte Qualifikation zur Fußball-Europameisterschaft 2012. Mujdža spielte bei sämtlichen Einsätzen von Anfang an.

### Saison 2011/12
Nachdem Mujdža in den ersten beiden Ligaspielen sowie im DFB-Pokal für den SC Freiburg auf dem Platz stand, musste er für zwei Spieltage wegen eines Innenband-Teilanrisses pausieren. Beim 1:0-Erfolg der Nationalmannschaft Bosnien-Herzegowinas am 7. September 2011 gegen Belarus feierte er nach mehrwöchiger Pause erfolgreich sein Comeback. Am 5. Spieltag gab er in der zweiten Halbzeit gegen den FC Bayern München sein Comeback für den SC Freiburg in der Bundesliga. In den folgenden Partien kam Mujdža wieder regelmäßig von Beginn an zum Einsatz. Mujdža verletzte sich allerdings beim EM-Qualifikationsspiel zwischen Bosnien und Herzegowina und Frankreich (1:1) am 11. Oktober 2011 nach einem groben Foul durch Florent Malouda schwer. Er brach sich hierbei den Mittelfußknochen, der operiert werden musste. Zuerst war die Rede einer Pause von zwei bis drei Monaten, wodurch bereits feststand, dass er 2011 kein Spiel mehr bestreiten könne. Sein Comeback verschob sich zu Beginn der Rückrunde zunächst weiter und nach erfolgreichem Aufbautraining stieg Mujdža in der vorletzten Februarwoche endgültig wieder ins Mannschaftstraining ein. Sein Comeback in der Bundesliga feierte Mensur Mujdža am 10. März 2012 im Duell gegen Borussia Mönchengladbach (0:0) am 25. Spieltag. Gegen Gladbach bestritt er auch sein bis dahin letztes Ligaspiel am 1. Oktober 2011 (1:0), dem 8. Spieltag der Saison. „Mucki“, so sein Spitzname, spielte auf Anhieb in der Startelf und wurde in der 79. Minute ausgewechselt. Er spielte hierbei nicht wie üblich als Verteidiger auf der rechten Seite, sondern debütierte als Linksverteidiger. Trainer Christian Streich begründete diese Umstellung damit, dass „Mensur ein intelligenter Spieler ist, ich wusste, dass er das kann“ und somit konnte er nach einer Pause von fünf Monaten ein gelungenes Comeback absolvieren. Beim Auswärtserfolg am 26. Spieltag beim Hamburger SV (3:1) kehrte er wieder auf die rechte Außenseite der Verteidigung zurück. Seine gute Leistung krönte er mit der Vorlage zur zwischenzeitlichen 2:0-Führung der Freiburger aufgrund einer Flanke in der 43. Spielminute. In der 82. Minute erhielt er nach einem taktischen Foul die zweite gelbe Karte der Saison. Anders als in Mönchengladbach, spielte er erstmals seit seiner Verletzungspause die komplette Spieldauer durch. Auch am 27. Spieltag gegen den 1. FC Kaiserslautern (2:0) war er wieder 90 Minuten als Rechtsverteidiger unterwegs. In diesem Spiel zeigte er erneut seine Stärke und war zusätzlich noch der mit Abstand zweikampfstärkste Spieler auf dem Feld mit einer Quote von über 80 % gewonnenen Zweikämpfen. Sein Verein der SC Freiburg verließ an diesem Spieltag erstmals seit dem 8. Spieltag die Abstiegsränge. Am 28. Spieltag beim durchweg überzeugenden 2:0-Auswärtssieg der Freiburger Mannschaft bei Bayer 04 Leverkusen hatte er maßgeblichen Anteil an der Vorbereitung zur 1:0-Führung durch Julian Schuster nach starker Vorarbeit und bewies somit auch einmal mehr seine Qualitäten in der Offensive, nachdem er schon zwei Wochen vorher in Hamburg an einem Tor beteiligt war. Auch in diversen Fußballportalen erhielt er an diesem Spieltag durchgehend die besten Bewertungen seinerseits in der bisher laufenden Saison. Im folgenden Spiel am 7. April 2012 gegen den 1. FC Nürnberg (2:2) war er wieder mit einer engagierten Leistung bei der Ausarbeitung zum 2:2-Ausgleichstreffer durch Cédric Makiadi infolge eines Eckballs ebenfalls bedingt beteiligt. Am 30. Spieltag konnten die Freiburger mit einem Auswärtssieg bei Hertha BSC einen weiteren wichtigen Grundstein zum Klassenerhalt legen. Für Mensur Mujdža war es das sechste Spiel seit seinem Comeback und das sechste ohne Niederlage, für sein Team insgesamt bereits das siebte Spiel in Serie. Allerdings verletzte sich Mujdža noch in der gleichen Woche und zog sich einen Muskelfaserriss im Oberschenkel zu, wodurch er erneut für einige Wochen ausfiel. Am 32. Spieltag konnte sich Mujdžas SC Freiburg nach einem 0:0 bei Hannover 96 den vorzeitigen Klassenerhalt sichern und das obwohl man die Hinrunde auf dem 18. Tabellenplatz beendet hatte. Mensur Mujdža selbst gab am 33. Spieltag nach überstandener Verletzungspause gegen den 1. FC Köln (4:1) sein Comeback. Mujdža bot eine gewohnt gute Leistung, die mit seinem Tor zur 1:0-Führung, seinem ersten Bundesligator für den SC Freiburg überhaupt, gekrönt wurde. Am Ende der Saison belegte Mujdža mit dem SC Freiburg einen respektablen 12. Rang. Am 26. Mai 2012 feierte Mujdža schließlich nach über sieben Monaten sein Comeback für die Nationalmannschaft Bosnien und Herzegowinas, bei einem Freundschaftsspiel in Dublin gegen Irland. Bei der 0:1-Niederlage kam er 56 Minuten als Rechtsverteidiger zum Einsatz, ehe er ausgewechselt wurde. Fünf Tage später bei einem weiteren Freundschaftsspiel gegen Mexiko (1:2) in Chicago kam er bei einer soliden Leistung wieder die gesamte Spieldauer zum Einsatz, sah aber in der 81. Minute die gelbe Karte.

### Saison 2012/13
Mujdža zog sich zu Saisonbeginn im Pokalspiel SC Victoria Hamburg (2:1) eine erneute Verletzung des Mittelfußes zu. Nach überstandener Verletzungspause kehrte er am 2. Spieltag der Saison in Leverkusen zurück in die Mannschaft. Beim deutlichen Heimsieg Bosnien-Herzegowinas gegen Lettland (4:1) bestritt er Mitte September erstmals seit fast einem Jahr wieder ein offizielles Spiel für die Nationalmannschaft. Er stand fortan in sämtlichen Spielen für den SC Freiburg in der Startelf, agierte aber entgegen der Vorjahre in einigen Spielen  als Linksverteidiger. Im Spiel gegen den VfB Stuttgart (3:0) am 13. Spieltag bekam er in der Nachspielzeit seine 5. gelbe Karte der Saison und war somit für den 14. Spieltag gegen den FC Bayern München gesperrt. Mujdža kehrte am 15. Spieltag beim FC Augsburg (1:1) zurück ins Team. Nach dem Spiel am 16. Spieltag gegen die SpVgg Greuther Fürth (1:0) musste er jedoch aufgrund einer Verletzung im Rücken wochenlang pausieren. Am 25. Spieltag gegen VfL Wolfsburg (2:5) gab er schließlich mit der Einwechslung in der Schlussphase sein Comeback. Zum Ende der Saison qualifizierte sich Mujdža mit dem SC Freiburg erstmals in seiner Karriere für die UEFA Europa League, nachdem Freiburg die Saison auf dem 5. Tabellenplatz beendet hat.

### Vereinskarriere ab 2013
Nachdem Mujdža in der 2013/14 verletzungsbedingt nur auf sieben Ligaeinsätze kam, stieg er in der Folgesaison mit dem SC Freiburg in die 2. Fußball-Bundesliga ab. In der Abstiegssaison war er auf zehn Einsätze gekommen, im DFB-Pokal war er mit den Freiburgern bis ins Viertelfinale gekommen, wo man gegen den späteren Pokalsieger VfL Wolfsburg ausschied.
In der Saison 2015/16 kam Mudjža erstmals nach zwei verletzungsreichen Jahren wieder auf mehr als 17 Ligaeinsätze (insgesamt 18) und schaffte mit dem SC Freiburg den direkten Wiederaufstieg in die Bundesliga. Er blieb jedoch in der 2. Liga und wechselte zum 1. FC Kaiserslautern. Verletzungsbedingt kam er jedoch zu keinem Einsatz für die Roten Teufel und beendete im November 2017 gesundheitsbedingt seine Karriere.

### Nationalmannschaft seit 2013
Am 7. Mai 2014 wurde Mujdža vom bosnischen Trainer Safet Sušić in den Kader der A-Nationalmannschaft für die Weltmeisterschaft 2014 berufen. Bei der Weltmeisterschaft kam er auf zwei Einsätze; die bosnische Mannschaft schied in der Vorrunde aus dem Turnier aus.
Sein letztes Spiel für die bosnische Nationalmannschaft bestritt Mujdža im Rahmen der Qualifikation für die Europameisterschaft 2016 am 13. November 2015 gegen Irland.

## Erfolge
- Qualifikation für die UEFA Europa League, 2013 mit dem SC Freiburg
- Aufstieg in die 1. Bundesliga, 2016 mit dem SC Freiburg